# كتشلك (تشهار فريضة)
کتشلك (بالفارسية: کچلک) هي قرية تقع في إيران في البلدة المركزية. يقدر عدد سكانها بـ 491 نسمة بحسب إحصاء 2016.